# 痴漢電車 食い込み夢マッチ
『痴漢電車 食い込み夢マッチ』（ちかんでんしゃ くいこみドリームマッチ）は、2019年に公開された日本映画。加藤義一監督。

## 概要
オーピー映画2019年正月映画として同年1月1日に劇場公開。ピンク映画・痴漢電車シリーズの1作である。痴漢に遭いやすい体質の主人公が痴女のパートナーとタッグを組み、痴漢師の銀二と彼に師事する男たちと対決する姿をコメディタッチで描く。シリーズ第1作の「痴漢のプロ同士がテクニックを競う」という設定を踏襲しており、映画ライターの切通理作は王道回帰の作品と評論している。同年1月5日に舞台挨拶が行われた。
主演は第29回ピンク大賞にて新人賞を受賞した桜木優希音。監督は2008年にピンク大賞監督賞に輝く実力派・加藤義一。コメディ色の強い映画であるが、ラストシーンでは主人公が痴漢に戒めと自首を薦めており、現実とフィクションの境目も描く。2019年中に公開された映画作品中、痴漢をテーマにした唯一のピンク映画であり、前述した切通は「ファンタジーといえども、犯罪を肯定的に捉えるような内容は、戒められるようになってきた」傾向としている。

## あらすじ
痴漢に遭いやすい体質というココロ。今日も通勤ラッシュで痴漢被害に遭う。そんなココロを助けたのは幼馴染みの望だった。ココロは助けてくれる仲間ができたと出勤する。一方、望も就職先が決まらず、恋人の友美とのセックスもうまくいかず、心に不安を抱えていた。
翌朝、ココロは車内で集団痴漢グループのボス・銀二に痴漢され復讐される。望は一部始終を見ていたものの、今度は助けることができず、逆に異常な興奮を覚えてしまう。望は下車する銀二を追いアジトへと辿り着き弟子入りを志願。一方、ココロは痴漢撃退を誓い、痴女である朝霧玲香を訪ねタッグを組むことを決意する。

## 登場人物

### 主要人物
田倉ココロ
演 - 桜木優希音
痴漢被害に遭うOL。痴漢グループへの復讐を誓う。
清純友美
演 - 浅美結花
望の恋人。コスプレイヤー。
朝霧玲香
演 - 美泉咲
痴女。痴漢を撃退するほどのテクニックを持つ。

### 痴漢グループ
渡瀬望
演 - 櫻井拓也
田倉ココロの幼馴染。痴漢に襲われていたココロを救うが、就職難から逆にグループ入り。コードネーム・ドンコウ。
大山銀二
演 - 小滝正大
トッキュウのコードネームを持つプロの痴漢。電車内での痴漢成功報酬をポイントカードに振り込む犯罪グループの長。
宅間五郎
演 - 山本宗介
スキャンダルで追い込まれた元アイドル。
大山銀子
演 - しじみ

### その他
清水優壬
演 - 可児正光

秋庭広次
演 - 泉正太郎
ココロの彼氏。長期出張中。

## スタッフ
- 監督 - 加藤義一
- しなりお（脚本） - 筆鬼一
- 撮影監督 - 創優和
- 編集 - 有馬潜
- 助監督 - 菊嶌稔章
- スチール - 本田あきら
- 選曲 - 友愛学園音楽部
- 録音 - 小林徹哉
- 整音 - Bias Technologist
- 撮影助手 - 小関裕次郎
- 仕上げ - 東映ラボ・テック
- 制作 - 加藤映像工房
- 提供 - オーピー映画